# Hudson (Ohio)
Hudson é uma cidade localizada no estado norte-americano de Ohio, no Condado de Summit.

## Demografia
Segundo o censo norte-americano de 2000, a sua população era de 22.439 habitantes.
Em 2006, foi estimada uma população de 23.154, um aumento de 715 (3.2%).

## Geografia
De acordo com o United States Census Bureau tem uma área de
67,0 km², dos quais 66,3 km² cobertos por terra e 0,7 km² cobertos por água. Hudson localiza-se a aproximadamente 324 m acima do nível do mar.

## Localidades na vizinhança
O diagrama seguinte representa as localidades num raio de 12 km ao redor de Hudson.